# Diócesis de Palayamkottai
La diócesis de Palayamkottai (en latín: Dioecesis Palayamkottaiensis y en inglés: Roman Catholic Diocese of Palayamkottai) es una circunscripción eclesiástica de la Iglesia católica en India. Se trata de una diócesis latina, sufragánea de la arquidiócesis de Madurai. Desde el 20 de noviembre de 2019 su obispo es Antonysamy Savarimuthu.

## Territorio y organización
La diócesis tiene 6103 km² y extiende su jurisdicción sobre los fieles católicos de rito latino residentes en el estado de Tamil Nadu en los taluks de Tirunelveli, Palayamkottai, Ambasamudram, Tenkasi, Shencottai, Sankarankovil, Sivagiri, Cheranmahadevi, V.K. Pudur y Alangulam del distrito de Tirunelveli, y el taluk de Kovilpatti en el distrito de Thoothukudi.
La sede de la diócesis se encuentra en el barrio de Palayamkottaien en la ciudad de Tirunelveli, en donde se halla la Catedral de San Francisco Javier.
En 2021 en la diócesis existían 56 parroquias.

## Historia
La diócesis fue erigida el 17 de mayo de 1973 con la bula Romani Pontifices del papa Pablo VI, obteniendo el territorio de la arquidiócesis de Madurai.

## Estadísticas
Según el Anuario Pontificio 2022 la diócesis tenía a fines de 2021 un total de 135 257 fieles bautizados.
| Año                                                                             | Población            | Población | Población      | Sacerdotes | Sacerdotes    | Sacerdotes    | Bautizados por sacerdote | Diáconos permanentes | Religiosos | Religiosos | Parroquias |
| Año                                                                             | Bautizados católicos | Total     | % de católicos | Total      | Clero secular | Clero regular | Bautizados por sacerdote | Diáconos permanentes | Varones    | Mujeres    | Parroquias |
| ------------------------------------------------------------------------------- | -------------------- | --------- | -------------- | ---------- | ------------- | ------------- | ------------------------ | -------------------- | ---------- | ---------- | ---------- |
| 1980                                                                            | 81 640               | 2 112 000 | 3.9            | 44         | 22            | 22            | 1855                     |                      | 120        | 219        | 21         |
| 1990                                                                            | 100 664              | 2 374 000 | 4.2            | 63         | 35            | 28            | 1597                     | 1                    | 117        | 254        | 26         |
| 1999                                                                            | 104 157              | 2 373 295 | 4.4            | 74         | 41            | 33            | 1407                     |                      | 102        | 289        | 32         |
| 2000                                                                            | 107 120              | 2 373 295 | 4.5            | 78         | 44            | 34            | 1373                     |                      | 103        | 314        | 33         |
| 2001                                                                            | 109 275              | 2 373 295 | 4.6            | 72         | 43            | 29            | 1517                     |                      | 100        | 316        | 33         |
| 2002                                                                            | 110 750              | 2 373 299 | 4.7            | 74         | 45            | 29            | 1496                     |                      | 109        | 316        | 34         |
| 2003                                                                            | 121 825              | 2 610 629 | 4.7            | 78         | 47            | 31            | 1561                     |                      | 111        | 352        | 35         |
| 2004                                                                            | 123 789              | 2 652 273 | 4.7            | 78         | 48            | 30            | 1587                     |                      | 110        | 346        | 38         |
| 2013                                                                            | 132 435              | 3 046 354 | 4.3            | 121        | 62            | 59            | 1094                     |                      | 184        | 392        | 48         |
| 2016                                                                            | 138 945              | 3 233 466 | 4.3            | 129        | 73            | 56            | 1077                     |                      | 222        | 394        | 51         |
| 2019                                                                            | 143 455              | 3 338 500 | 4.3            | 136        | 82            | 54            | 1054                     |                      | 208        | 375        | 56         |
| 2021                                                                            | 135 257              | 3 436 450 | 3.9            | 143        | 86            | 57            | 945                      |                      | 162        | 375        | 56         |
| Fuente: Catholic-Hierarchy, que a su vez toma los datos del Anuario Pontificio. |                      |           |                |            |               |               |                          |                      |            |            |            |

## Episcopologio
- Savarinathen Iruthayaraj † (17 de mayo de 1973-15 de julio de 1999 renunció)
- Jude Gerald Paulraj (23 de octubre de 2000-29 de junio de 2018 retirado)
  - Antony Pappusamy (29 de junio de 2018-20 de noviembre de 2019) (administrador apostólico)
- Antonysamy Savarimuthu, desde el 20 de noviembre de 2019